# Willi Heidel
Wilhelm "Willi" Heidel (28. februar 1916 – 20. september 2008) var en rumænsk udendørshåndboldspiller som deltog under Sommer-OL 1936.
Som en Siebenbürgen-sakser blev Heidel født i Hermannstadt (Sibiu), dengang det var en del af Østrig-Ungarn. Han døde i Lohhof, Tyskland.
Han var en del af det rumænske udendørshåndboldhold, som kom på en femteplads i den olympiske turnering. Han spillede i alle tre kampe.